# Andromeda (brytyjski zespół muzyczny)
Andromeda – brytyjski zespół muzyczny z gatunku rocka psychodelicznego, który powstał w 1968 z grupy The Attack.
Wkrótce po powstaniu, zespół zmienił skład i jego liderem został John Du Cann. W 1969 roku w nowym składzie grupa nagrała swój pierwszy album pod tytułem Andromeda, z chórkami, które śpiewał Eddie Dyche.
Andromeda rozpadła się w 1970 roku, po odejściu Johna Du Cann do Atomic Rooster.

## Członkowie zespołu
- John Du Cann – wokal, gitara
- Mick Hawksworth – gitara basowa
- Jack McCulloch (Jack Collins) – perkusja
- Ian McLane – perkusja

## Dyskografia

### Single
- 1969 – "Go Your Way"/"Keep out 'Cos I'm Dying" (RCA Victor RCA 1854)

### Albumy
- 1969 – Andromeda (RCA Victor SF 8031)
- 1990 – 7 Lonely Street (Reflection MM 06)
- 1994 – Anthology 1966-1969 (Kissing Spell KSCD9492)
- 1994 – Live At Middle Earth (Kissing Spell KSLP 9497)
- 2005 – Originals (Angel Air SJPCD187)
- 2007 – Beginnings 1967-68 (Angel Air SJPCD 243)

Oryginalny album został ponownie wydany w 2000 roku jako zestaw dwóch płyt, które zawierały ten album i kilka singli i nagrań na żywo pod nazwą Definitive Collection

### Kompilacje
- 1990 – See Into the Stars (SAR.CD 003-4)
- 1992 – Return to Sanity (Background HBG 122/5)
- 2000 – Definitive Collection (Angel Air SJPCD053)